# Gallicano
Gallicano – miejscowość i gmina we Włoszech, w regionie Toskania, w prowincji Lukka.
Według danych na rok 2004 gminę zamieszkiwały 3794 osoby, 126,5 os./km².